# Resolutie 1347 Veiligheidsraad Verenigde Naties
Resolutie 1347 van de Veiligheidsraad van de Verenigde Naties werd unaniem door de Veiligheidsraad van de Verenigde Naties aangenomen op 30 maart 2001. De Veiligheidsraad stelde een shortlist op met kandidaturen voor rechter in het Rwandatribunaal.

## Achtergrond
Toen Rwanda een Belgische kolonie was, werd de Tutsi-minderheid in het land verheven tot een elitie die de grote Hutu-minderheid wreed onderdrukte. Na de onafhankelijkheid werden de Tutsi verdreven en namen de Hutu de macht over. Het conflict bleef aanslepen, en in 1990 vielen Tutsi-milities verenigd als het FPR Rwanda binnen. Met westerse steun werden zij echter verdreven.
In Rwanda zelf werd de Hutu-bevolking opgehitst tegen de Tutsi. Dat leidde begin 1994 tot de Rwandese genocide. De UNAMIR-vredesmacht van de Verenigde Naties kon vanwege een te krap mandaat niet ingrijpen. Later dat jaar werd het Rwanda-tribunaal opgericht om de daders te vervolgen.

## Inhoud
In november 2000 was beslist zo snel mogelijk twee nieuwe rechters te verkiezen voor het Rwandatribunaal. Hun ambtstermijnen zouden op dezelfde datum als die van de reeds aanwezige rechters eindigen, op 24 mei 2003.
Krachtens artikel °12 van de statuten van het Rwanda-tribunaal mochten landen kandidaturen indienen voor rechters in dit tribunaal. Vervolgens mocht elk land tot twee kandidaten van verschillende nationaliteit nomineren. Uitzonderlijk zou de Veiligheidsraad deze keer een shortlist met vier tot zes namen opmaken voor de Algemene Vergadering. Die moest daaruit dan twee rechters verkiezen.
De Veiligheidsraad stelde volgende shortlist samen. De kandidaten die in april 2001 door de Algemene Vergadering werden verkozen, zijn gemarkeerd.
| Kandidaat              | Nationaliteit | Verk. |
| ---------------------- | ------------- | ----- |
| Mouinou Aminou         | Benin         |       |
| Frederick Mwela Chomba | Zambia        |       |
| Winston Maqutu         | Lesotho       | X     |
| Harris Michael Mtegha  | Malawi        |       |
| Arlette Ramaroson      | Madagaskar    | X     |

## Verwante resoluties
- Resolutie 1259 Veiligheidsraad Verenigde Naties (1999)
- Resolutie 1329 Veiligheidsraad Verenigde Naties (2000)
- Resolutie 1411 Veiligheidsraad Verenigde Naties (2002)
- Resolutie 1431 Veiligheidsraad Verenigde Naties (2002)

Lijst ·  1335 ·  1336 ·  1337 ·  1338 ·  1339 ·  1340 ·  1341 ·  1342 ·  1343 ·  1344 ·  1345 ·  1346 ·  1347 ·  1348 ·  1349 ·  1350 ·  1351 ·  1352 ·  1353 ·  1354 ·  1355 ·  1356 ·  1357 ·  1358 ·  1359 ·  1360 ·  1361 ·  1362 ·  1363 ·  1364 ·  1365 ·  1366 ·  1367 ·  1368 ·  1369 ·  1370 ·  1371 ·  1372 ·  1373 ·  1374 ·  1375 ·  1376 ·  1377 ·  1378 ·  1379 ·  1380 ·  1381 ·  1382 ·  1383 ·  1384 ·  1385 ·  1386